# Схеней
Схеней (Схойней, др.-греч. Σχοινεύς). Персонаж древнегреческой мифологии. Сын Афаманта и Фемисто. Беотиец, переселившийся в Аркадию, от него местечко и река Схойнунт. Отец Аталанты (по версии Гесиода, Диодора, Павсания и Овидия). Из Аркадии. Устроил состязание для женихов дочери. Рядом со Схойнунтом показывали дромос Аталанты. Предок жителей Схена.